# Deutsche Eishockey-Meisterschaft 1922
Die Deutsche Eishockey-Meisterschaft 1922 war die sechste Austragung dieser Titelkämpfe. Meister wurde der Männer Turnverein München von 1879 und damit erstmals nicht der Serienmeister Berliner Schlittschuhclub.
Spielberechtigt waren alle Amateurmannschaften des Deutschen Eislauf-Verbandes (DEV), jedoch nicht mehr als zwei Mannschaften eines Ortes oder eines Bezirks. Die Spiele auf dem Riessersee bei Garmisch fanden zu Beginn der Garmischer Wintersportwoche statt, die wiederum Teil der ersten Deutschen Kampfspiele war. Im Anschluss an die Meisterschaft fand das Eishockeyturnier der Kampfspiele statt, wo sich der Berliner Schlittschuhclub für die Niederlage in der Meisterschaft revanchieren konnte.

## Deutsche Meisterschaft
| 21./22. Januar 1922 | Berliner Schlittschuhclub | 8:2 | SC Charlottenburg | Riessersee, Garmisch |

| 21./22. Januar 1922 | MTV München von 1879 | 3:2 | SC Charlottenburg | Riessersee, Garmisch |

| 21./22. Januar 1922 | MTV München 1879 Adi Fischer | 1:0 (0:0, 1:0) | Berliner Schlittschuhclub | Riessersee, Garmisch |

|    |                           | Sp | S | U | N | Tore  | Punkte |
| -- | ------------------------- | -- | - | - | - | ----- | ------ |
| 1. | MTV München von 1879      | 2  | 2 | 0 | 0 | 04:02 | 4:0    |
| 2. | Berliner Schlittschuhclub | 2  | 1 | 0 | 1 | 08:03 | 2:2    |
| 3. | SC Charlottenburg         | 2  | 0 | 0 | 2 | 04:11 | 0:4    |

Abkürzungen: Sp = Spiele, S = Siege, U = Unentschieden, N = Niederlagen

### Meistermannschaft
Der Mannschaft des MTV 1879 München gehörte unter anderem Adi Fischer an.
Dazu die Torhüter Norman Dix und Matthias Leis, der Spieler Alex Gruber und ein Spieler names Hower.

## Regionale Meisterschaften

### Berliner Meisterschaft
|  | Berliner Schlittschuhclub | 8:1 (4:0, 4:1) | SC Charlottenburg |  |

### Bayerische Meisterschaft
Nordbayerische Meisterschaft
| 4. Februar 1922 | HG Nürnberg Philipp Seuffert (3), Harry Nerlich (2) | 5:1 (3:0, 2:1) | Nürnberger HTC ? |  |

Bayerische Meisterschaft
| 12. Februar 1922 | HG Nürnberg | 0:2 (0:1, 0:1) | MTV München von 1879 | Riessersee, Garmisch-Partenkirchen |